# Чистяков, Алексей Алексеевич (юрист)
Алексей Алексеевич Чистяков (род. 4 декабря 1963) — российский учёный-юрист, профессор кафедры уголовного права, уголовного процесса и криминалистики Юридического института Российского университета дружбы народов (РУДН).

## Биография
Алексей Чистяков родился 4 декабря 1963 года в Усть-Каменогорске. С отличием закончил Усть-Каменогорский энергетический техникум. Проходил службу в Советской армии с 1983 по 1985 год.
Начал работать в уголовно-исполнительной системе в исполнительном учреждении Восточно-Казахстанской области в должности контролера.
С 1986 по 1990 год обучался в Рязанской высшей школе МВД СССР. После окончания был распределен в Усть-Вымское Управление лесными исправительными трудовыми учреждениями МВД СССР в городе Емва, Коми АССР. В 1993 году закончил очную адъюнктуру Рязанского института права и экономики МВД РФ.
В 1994 году защитил кандидатскую диссертацию, тема: «Элементы основания уголовной ответственности» (научный руководитель — заслуженный юрист РСФСР Н. А. Огурцов, первый оппонент — А. В. Наумов; второй оппонент — С. И. Никулин). 
В 1994 года начал работу в Рязанской высшей школе МВД. За три года прошел путь от преподавателя до доцента кафедры уголовного права, в 1997 году возглавил кафедру уголовного права.
В 2003 году защитил докторскую диссертацию (тема: «Теоретико-методологические проблемы учения об уголовной ответственности и механизме, формирующем её основание», научный консультант — заслуженный деятель науки М. П. Мелентьев; оппоненты — А. В. Бриллиантов, С. Боронбеков, О. В. Филимонов).
С 2004 года занимал должность заместителя начальника Академии ФСИН России по научной работе в Рязани. 
В 2011 году был назначен начальником Псковского юридического института ФСИН России. Находился на этом посту до 2013 года.
В 2016 году стал профессором кафедры уголовного права и криминологии Рязанского филиала Московского университета МВД России им. В.Я. Кикотя и профессором кафедры уголовного права, уголовного процесса и криминалистики Юридического института Российского университета дружбы народов. С 2020 года работает на кафедре Права НИУ МИЭТ.

## Научная деятельность
Алексей Чистяков был первым, кто обосновал идею подхода к решению проблем механизма формирования основания уголовной ответственности с позиций выявления генетических связей элементов общетеоретического свойства с уголовно-правовыми категориями. Подготовил в качестве научного руководителя двадцать два кандидата юридических наук.

## Публикации
Автор более 150 научных и научно-практических работ, в том числе монографий:
- «Механизм формирования основания уголовной ответственности» (Рязань: Институт права и экономики Минюста России, 2000);
- «Уголовная ответственность и механизм формирования её основания» (Москва: ЮНИТИ — ДАНА, Закон и право, 2002);
- «Уголовная ответственность как научная категория российской правовой доктрины. Генезис, состояние, перспективы» (Москва, ЮНИТИ — ДАНА, Закон и право, 2003);
- «Обоснованный риск в уголовном праве Российской Федерации» (Москва, ЮНИТИ — ДАНА, Закон и право, 2007);
- «Предупреждение мошеннических действий, присвоений и растрат в исправительных учреждениях ФСИН» (Москва, ЮНИТИ — ДАНА, Закон и право, 2007);
- «Правовые последствия судимости и их аннулирование» (Рязань, Академия ФСИН, 2016);
- «Уголовно-правовое противодействие преступлениям экстремистской направленности» (Рязань: Рязанский филиал Московского университета МВД имени В. Я. Кикотя, 2018);
- «Противодействие преступности на региональном уровне: история, современность, пути решения» (Рязань: Московский университет Министерства внутренних дел Российской Федерации им. В. Я. Кикотя (Москва), 2020).

## Награды
- Медаль А. Ф. Кони (2000 г.) — за подготовку проекта Федерального закона N 25-ФЗ от 9 марта 2001 года «О внесении изменений и дополнений в Уголовный кодекс Российской Федерации, Уголовно-процессуальный кодекс РСФСР, Уголовно-исполнительный кодекс Российской Федерации и другие законодательные акты Российской Федерации» в составе рабочей группы;
- Почетный знак «Ученый года» лауреата конкурса «100 лучших организаций России. Наука. Инновации. Научные разработки» по результатам научно-исследовательской деятельности за 2010 г.
- Диплом Московской Областной Думы за большой вклад в подготовку высококвалифицированных специалистов (2018 г.)